# Calamagrostis haussknechtiana
Calamagrostis haussknechtiana là một loài thực vật có hoa trong họ Hòa thảo. Loài này được Torges mô tả khoa học đầu tiên năm 1895.